# 弗格斯·麥克法登
弗格斯·麥克法登（英語：Fergus McFadden；1986年6月17日—）是一位愛爾蘭橄欖球運動員。他是愛爾蘭國家橄欖球隊的一員，代表愛爾蘭參加了2014年橄欖球六國杯的賽事。